# Гилберт де Клер, 2-й барон Томонд
Гилберт (Жильбер) де Клер (англ. Gilbert de Clare, Lord of Thomond; 3 февраля 1281—1307) — англо-ирландский аристократ, 2-й лорд Томонд (1287—1307).

## Биография
Представитель знатной англо-нормандской семьи де Клер. Родился 3 февраля 1281 года в Лимерике. Старший сын Томаса де Клера (1245—1287), 1-го лорда Томонда (1276—1287), и его жены Джулианы Фицморис (1263—1300), дочери Мориса Фицджеральда, 3-го барона Оффали, и Мод де Прендергаст.
В августе 1287 года после смерти своего отца Гилберт унаследовал титула лорда Томонда. Хотя он был еще несовершеннолетним, он получил 18 сентября 1299 года по «особой милости» короля Англии Эдуарда I Плантагенета полное владение его имуществом.
В 1300 году Гилберт де Клер отправился в Англию, где присоединился к свите принца Эдуарда, будущего Эдуарда II, тогдашнего наследника престола. В этот раз он стал близким другом принца. Историки долгое время считали, что на самом деле это был другой Гилберт де Клер, будущий 8-й граф Глостер и 7-й граф Хартфорд, который воспитывался вместе с будущим Эдуардом II. Однако разница в возрасте между принцем и будущим графом, который на семь лет моложе его, не подтверждает эту теорию. Что касается Гилберта де Клера, лорда Томонда, то он несколько раз сопровождал принца Эдуарда в 1303, 1304 и 1306 годах в шотландских военных кампаниях, начатых королем Эдуардом I, что, вероятно, стало его первыми ратными подвигами.
Летом 1305 года Гилберт де Клер оказался в центре ссоры между королем и его сыном. По совету казначея Уолтера Лэнгтона Эдуард I Плантагенет приказал сократить доходы семьи принца · , что затронуло двух близких друзей принца — Гилберта де Клера и Пирса Гавестона. Между отцом и сыном вспыхнула ссора, длившаяся несколько месяцев. 4 августа 1305 года принц написал своей сестре Елизавете письмо с просьбой убедить их молодую мачеху, Маргариту Французскую, ходатайствовать перед королем. Пришлось ждать несколько месяцев, прежде чем король позволил своему гневу против сына утихнуть и исполнил его желание.
22 мая 1306 года во время торжественной церемонии, состоявшейся в Вестминстере, король Эдуард I посвятил в рыцари Гилберта де Клера вместе с другими молодыми дворянами, включая принца Эдуарда. Четыре дня спустя он женился на Изабелле ле Диспенсер, дочери Хью ле Диспенсера, 1-го барона ле Диспенсера. Вскоре после этого он принял участие в новой экспедиции Эдуарда I в Шотландию. Однако в конце кампании Гилберт де Клер, Пирс Гавестон, Роджер Мортимер из Вигмора и другие молодые рыцари дезертировали из английской армии, чтобы отправиться на турнир во Францию. Разгневанный король конфисковал в октябре 1306 года имущество дезертиров и отдает приказы об их аресте. Гилберт де Клер умоляет принца Эдуарда вмешаться в их защиту перед королем. При поддержке королевы Маргариты принц защищает интересы молодых рыцарей, которые получают прощение и возвращают себе свое имущество в январе 1307 года.
7 июля 1307 года король Эдуард I умер во время своей последней военной кампании в Шотландии. С восшествием на престол своего друга, короля Эдуарда II, Гилберт де Клер мог надеяться на знаки благосклонности с его стороны. Однако он не прожил долго, чтобы занять какую-либо важную должность в королевской администрации, поскольку умер до 16 ноября 1307 года. Действительно, в этот день офицерам по делам выморочного имущества Ирландии и юга Англии было приказано «принять в руки короля земли покойного Гилберта, сына Томаса де Клера, покойного, главного арендатора».
Его брак с Изабеллой ле Диспенсер был бездетным, титулы и владения Гилбера де Клера окончательно перешли в начале 1308 года к его младшему брату Ричарду де Клеру. В 1308 году его вдова вторично вышла замуж за Джона Гастингса, 1-го барона Гастингса.